# Mathias Broe
Mathias Broe (født 9. juni 1992) er en dansk filminstruktør. Han er uddannet filminstruktør fra den alternative filmuddannelse Super16 og vandt i 2020 en Robert for sin afgangsfilm Amfi i kategorien 'bedste korte dokumentar'.
I 2025 debuterede Mathias Broe med Sauna. Filmen var produceret af Nordisk Film og baseret på bogen af forfatter Mads Ananda Lodahl. Hovedrollerne spilles af Magnus Juhl Andersen og Nina Rask. Filmen er skrevet i samarbejde med manusforfatter William Lippert. Sauna fik verdenspremiere på Sundance Film Festival 2025.

## Filmografi

### Som instruktør
- Til far (2011)
- At være Anna (2012)
- Ung Mands Dans (2014)
- Ud af det blå (2016)
- Vitasminde - Plejer er død (2017)
- Amfi (2018)
- Sauna (2025)

### Som skuespiller
- Zafir (2011)